# Saint-Pardoux-les-Cards
Saint-Pardoux-les-Cards è un comune francese di 304 abitanti situato nel dipartimento della Creuse nella regione della Nuova Aquitania.

## Società

### Evoluzione demografica
Abitanti censiti